# Гіппалектріон
Гіппалектріон (дав.-гр. ἱππαλεκτρυών, від ἵππος — «кінь» и ἀλεκτρυών — «півень», лат. Hippalectryon) — фантастична гібридна істота зі Стародавньої Греції, передня частина якої зображалася у монументальному мистецтві античних греків у вигляді коня, а задня, включаючи крила, хвіст і ноги, — півня. Він носить жовте або червоне оперення залежно від перекладу. Міфи та легенди, які можуть бути пов'язані з ним, залишаються невідомими. Кінь пов'язувався із сонячним символом, а півень — з ранковою зіркою, воскресінням.
Ця незвичайна істота з'являється приблизно на сотні давньогрецьких предметів мистецтва, найстаріший з яких датується 9 ст. до н. е. Його частіше зустрічають у 6 ст. до н. е. в вазопису або рідше в скульптурі, на якій сидить молодий неозброєний вершник. Ймовірно, він прикрашає деякі старовинні монети. У 5 ст. до н. е. його згадує Есхіл і особливо Арістофан, який робить його одним із своїх улюблених образів.
Його функція залишається досить загадковою: як апотропеїчний звір, він міг бути присвячений Посейдону і відповідальний за захист кораблів; інші дослідження розглядають його як гротескного звіра, який розважає дітей, або просту фантастичну прикрасу без певної функції.

## Етимологія
Термін Гіппалектріон, походить безпосередньо з давньогрецької «ἱππαλεκτρυών», складне слово, що включає ἵππος (híppos, «кінь»), і ἀλεκτρυών (alektryốn, «півень»). Таким чином, назва є простим описом гібридної істоти. Здається, це ім'я вперше було використано Есхілом у «Мірмідонянах»; комічне використання Арістофана свідчить про те, що до кінця 5-го ст. до н. е. більшість жителів Афін ніколи не чули про цю істоту.

## Опис

Гіппалектріон описаний у текстах Есхіла та Арістофана з прикметником „xouthos“, точне значення якого, ймовірно, було втрачено вже в античності, зазвичай перекладається як „жовтий“, „колір вогню“, навіть „коричневий“ залежно від перекладу; схолія з Миру пояснює це таким чином, що „має фіолетові крила“.
У п'єсі Птахи, Арістофан описує гіппалектріона як незграбну на вигляд істоту з жовтими опереннями. Зовнішній вигляд істоти відповідає відомим художнім зображенням. Це стосується передньої частини коня, включаючи голову, холку та передні ноги; задня частина — від півня, включаючи крила, хвіст і ноги.
У тексті, який приписують Ісихію Александрійському, згадуються три різні типи гіппалектріонів: гігантський півень; гігантський гриф; і істота, схожа на грифона, як намальована на тканинах з Персії. Можливо, виникла певна плутанина, оскільки в деяких текстах гіппалектріони також називаються звичайними конями, гербом або морськими чудовиськами. До Есхіла не було жодного конкретного терміна, який би вказував на представлення гіппалектріонів.

## Художні уявлення

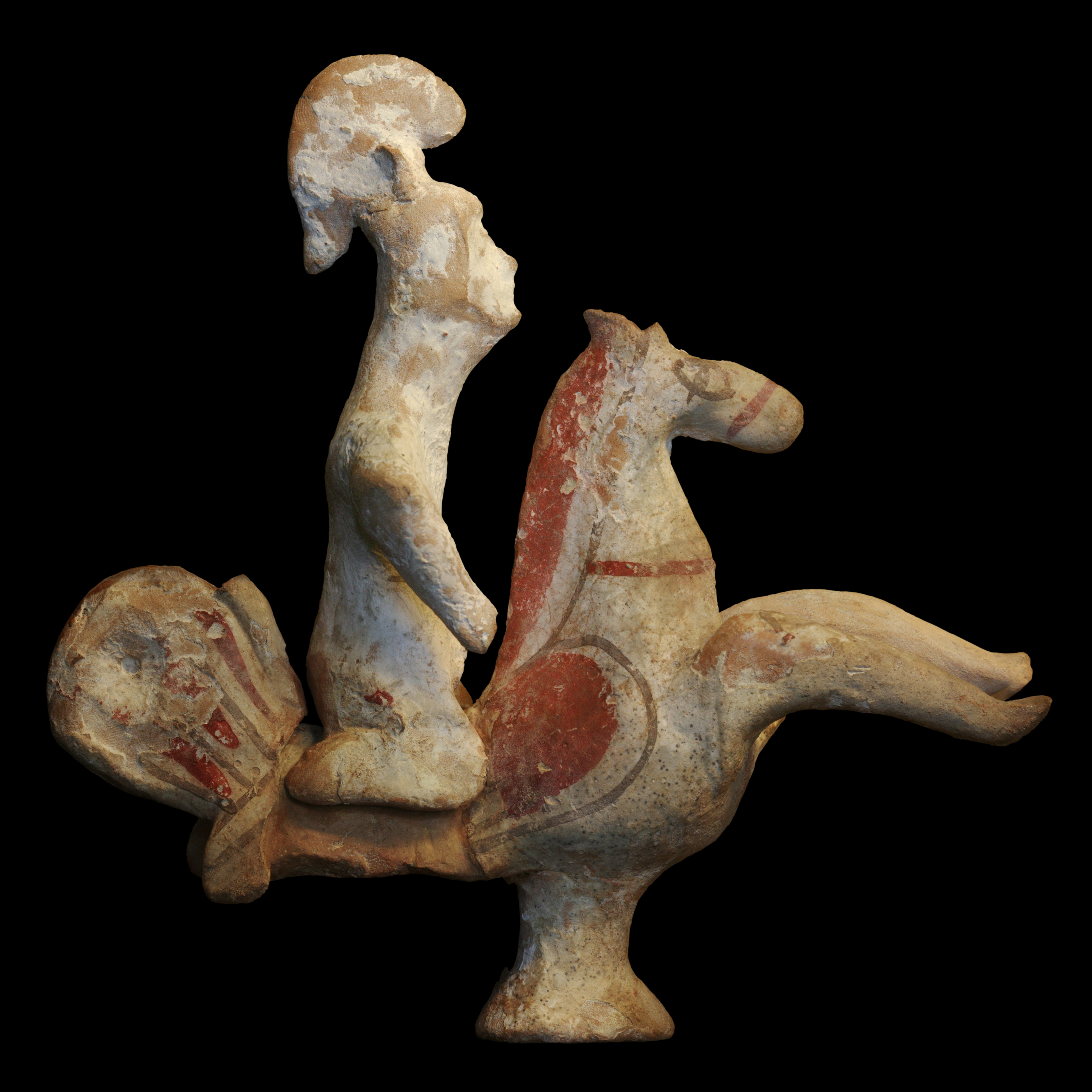
Воїн верхи на гіппалектріоні, теракотова фігурка з Фів, 500—470 роки до н. е., Лувр

Художники, очевидно, не мали терміну для зображення гіппалектріонів до того, як Есхіл використав це слово.. Це стало частим мотивом в 570—480 роках до н. е., де він зазвичай представлений молодим беззбройним вершником: на 1998 рік було знайдено приблизно 85 мистецьких зображень гіппалектріона, в основному кераміка, бронзові предмети та скульптури.
Цей мотив не обов'язково був би творінням грецької античності. Аналіз текстів Арістофана припускає, що він походив із Близького Сходу. Костюми, які носять персонажі, зображені на кераміці, здаються азійськими. Перське походженням справді згадується Арістофаном, крім того, півень є священною твариною в перській культурі.. Думки різняться, однак інші джерела вказують, що цей мотив не є східним.. Гібридні тварини Месопотамії та Греції багато в чому близькі.
Більшість зображень гібридних фігур, здається, прибули до Греції зі Сходу, хоча не було знахідок зображення гіппалектріона в Єгипті чи в мистецтві Близького Сходу. Гібриди утворюють популярну художню тему в скульптуріі на архаїчних грецьких вазах На відміну від інших гібридів, таких як грифон, сфінкс і кентавр, гіппалектріон не знає уявлень, що тривають у грецькому мистецтві, мабуть, через його «очевидну жахливість».

### Кераміка

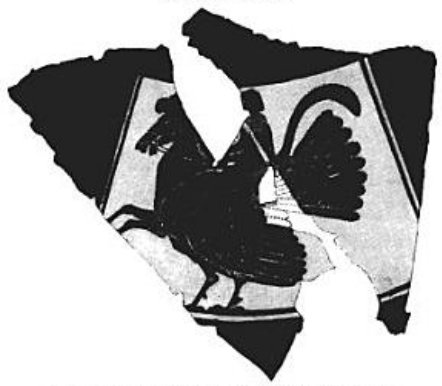
Зображення гіппалектріона на етруській вазі, опубліковане в «Harper's New Monthly Magazine» у 1882 році.

Найдавніше зображення гіппалектріону, яке дійшло до нашого часу, датується 9-м ст. до н. е.; це аскос знайдений у Кноссі. Уявлення про кераміку особливо розвинулися наприкінці архаїчного періоду. Ця істота з’являється (майже лише) на аттичних чорнофігурних вазах і може бути початком зображення знаменитого крилатого коня Пегаса. Деякі з цих картин на вазах можна побачити в Луврі, який також має грецький алебастр, прикрашений двома протомами коней із пташиними хвостами. У Бонні виставлено тірренську амфору
з гіппалектріоном. Серед групи етрусського мистецтва було знайдено алебастр, прикрашений фігурою, яка сильно нагадує гіппалектріон, але це, швидше за все, крилатий кінь Коринфа.

### Гравюри, скульптури та інші твори мистецтва
Також були знахідки гіппалектріонів на вигравіруваних каменях пізнього періоду. Вони відрізняються від зображень іонійського та аттичного мистецтва 6 ст. до н.е., але там з’являються голова коня, ноги та хвіст півня. У Музеї Акрополя в Афінах виставлений мармуровий гіппалектріон (за даними музею, єдине відоме зображення цієї істоти в скульптурі). Знайдений у 1887 році, на ньому відсутні голова, більша частина шиї, хвіст і кінчики крил, ноги вершника, а також опора. Сліди кольору на гриві гіппалектріона вказують на те, що спочатку він був темного кольору, принаймні в цьому місці. Можливо, вершник — бог Посейдон, покровитель грецької кінноти.
Сережка з 6 ст. до н. е., аттичного походження, являє собою прикрасу з гранулюванням із зображенням човна та гіппалектріону на ньому..

### Нумізматика
П'ять монет, з зображенням гіппалектріона, або, можливо, пегаса, були знайдені в скарбах Вольтерра, серед 65 дуже стародавніх монет, що містилися в контейнері з чорною пастою, викопаному в 1868 біля стін Вольтерри. Крім того, кінь, разом із хижими птахами та кабаном, є твариною, яку найчастіше зображують на галльських монетах. Орел і кінь іноді поєднуються, щоб утворити мотив, що нагадує гіппогрифа, і одна з цих галльських монет чітко представляє коня з пташиним хвостом, дуже близьким до грецького гіппалектріона..

## Символізм
Існує дуже мало досліджень, щоб пояснити, яку функцію виконував гіппалектріон у Стародавній Греції. П. Пердрізе опублікував близько двадцяти сторінок у номері 6 «Revue des Études Anciennes» у 1904 році, де він повідомив, що статуя гіппалектріона можливо було виліплена на честь військово-морського подвигу. Персонаж Есхіла в «Жабах» Арістофана пояснює, що цей мотив був намальований на галерах у стародавні часи, що може вказувати на те, що гіппалектріону приписували магічні сили, призначені для захисту корабля, і могли асоціюватися з богом Посейдоном, який також панує над морем і кіньми.
Згідно з інтерпретаційною роботою, проведеною над «Жабами» Арістофана, гіппалектріон також мав бути мотивом, який часто малювали на щитах, оскільки було знайдено червонофігурну вазу, на якій це створіння прикрашає щит Афіни, ймовірно тому, що воно мало апотропеїчне і профілактичне значення, тобто захищало від ворогів і хвороб. Півень насправді є головним чином профілактичним птахом, сонячним символом, який змушує демонів втікати завдяки своєму співу, який лунає, коли настає день. Що стосується коня, зокрема крилатого, то він є похоронним символом і провідником для душ померлих (психопомп). Потворний і гротескний вигляд цієї істоти мав би розсмішити людей і таким чином відвернути зло..
За словами еллініста Жана Рішера, півень, який для греків є «перським птахом», дуже рано вважався символічним зображенням зодіакального знака Лева, переважно сонячного знака; гіппалектріон, який поєднує зовнішній вигляд і передню частину Пегаса (крилатого коня) і хвоста півня, представляє сонцестояння вісь Лев-Водолій, Водолій є повітряним знаком, що пояснюється крилами Пегаса. Це тлумачення підтверджується кількома пам'ятками, на яких зображені гіппалектріони (дошка Елевтера в Британському музеї, амфора в Мюнхені, Аттико-Коринфська амфора з Боннського університетського музею та карбування на монетах Лампсака, розташованого на осі Лев-Водолій у системі з центром в місті Сарди).
Інша лінія тлумачення скульптур, які представляють гіппалектріона, на якому сидить верхи молодий чоловік, полягає в тому, що вони є іграшкою, призначеною для дітей, як і ті, що представляють вершників на дельфінах.Гібридні та химерні істоти, іхтіокентаври та грифони разом із гіппалектріономами служили прикрасами для будівель, присвячених богам, і дозволяли художникам демонструвати свою майстерність, створюючи фігури, щоб насолоджувати око. Здавалося б, у цьому сенсі гіппалектріон не виконує жодної іншої функції, окрім функції чисто уявної та фантастичної декоративної істоти..

## Згадки в грецьких текстах
Ця істота не має ні відомого міфу, ні легенди і згадується лише чотири рази грецькими авторами. Перша згадка Есхілу: у фрагменті його трагедії «Мірмідоняни» 5-те ст. до н. е., він описує корабель, прикрашений «вогняним півнем-конем». «Гіппалектріон» — один з улюблених образі Арістофана. Він використовує його в п'єсі «Мир» в 421 році до н. е., у «Птахах» у 414 р. та в «Жабах» у 405 р., де Діоніс і Евріпід висміюють Есхіла за те, що той говорив про гіппалектріона. Він також уточнює, що в його час, в кінці 5 ст. до н. е., більшість людей в Афінах ніколи не чули про цю істоту. У Арістофана термін Гіппалектріон використовується частково як образа, а частково для позначення міфічної тварини, такої як Трагелафос («козла-оленя»).
|                                    | Фігура гіппалектріона зображена на кораблі Протесілая: можна побачити копітку роботу над розписами (...) |
| — Есхіл, Мірмідоняни, фрагмент 61. | |

|                  | А коли запахне боєм, плащ огнистий зі страху Він забарвлює на жовте, і червоно-жовтий весь Утікає. Глянеш збоку - чи то півень, чи то кінь. |
| — Арістофан, Мир | |

|                    | Хіба крила не найцінніше? І власне, філархом був обраний Дійтрефес, який має тільки плетені крила, потім гіппарх: вийшовши з нічого, він піднявся дуже високо, а сьогодні він гіппалектріон із жовтим пір’ям. |
| — Арітосфан, Птахи | |

|                   | Діоніс: Клянусь богами, часто Ночами довгими не міг і я склепити очі, Все думаючи, що за птах рудий твій конепівень? Есхіл: Ну, й неук же! Це знак такий на кораблях писали. Діоніс: А я гадав, що птах отой - син Філоксена, Ерікс. Евріпід: Невже це треба й півня нам виводити на сцену? Есхіл: А ти, ненавидний богам, кого на кін виводиш? Евріпід: Не конепівнів, свідок Зевс, не ланекозерогів, Як ти, і як мідійці їх малюють на завісах! |
| — Арітосфан, Жаби | |

У трагедії «Прометей» («Прометей прикутий», «Прометей звільнений» і «Прометей-вогненосець»), бог Нептун описаний верхи на чотириногому птаху, який може бути гіппалектріоном.

## Популярна культура
- «Ride a cock horse to Banbury Cross» («Їдь на конепетусі до хреста Банбері») — Англійський народний дитячий віршик.[4]
- Гіппалектріони з'являються в серії «Персі Джексон і Олімпійці», у четвертій книзі «Битва за лабіринт». Вважається, що вони вимерли, але деякі є на ранчо Геріона.[26]
- Гіппалектріони також фігурують у третій книзі трилогії «Престоли і кістки» «Небесне народження» Лу Андерса[en]. Карн і Астеріус, принц мінотаврів, використовують їх, щоб втекти від тіканських солдатів у Кальдери.[27]